# Гусік (Нью-Йорк)
Гусік (англ. Hoosick) — місто (англ. town) в США, в окрузі Ренсселер штату Нью-Йорк. Населення — 6711 особа (2020).

## Демографія
Згідно з переписом 2010 року, у місті мешкали 6924 особи в 2777 домогосподарствах у складі 1835 родин. Було 3070 помешкань
Расовий склад населення:
| - 96,9 % — білих - 0,7 % — чорних або афроамериканців - 0,5 % — азіатів - 0,2 % — корінних американців |

До двох чи більше рас належало 1,4 %. Частка іспаномовних становила 1,2 % від усіх жителів.
За віковим діапазоном населення розподілялося таким чином: 23,2 % — особи молодші 18 років, 59,7 % — особи у віці 18—64 років, 17,1 % — особи у віці 65 років та старші. Медіана віку мешканця становила 42,6 року. На 100 осіб жіночої статі у місті припадало 90,7 чоловіків;  на 100 жінок у віці від 18 років та старших — 89,6 чоловіків також старших 18 років.
Середній дохід на одне домашнє господарство  становив 64 317 доларів США (медіана — 51 214), а середній дохід на одну сім'ю — 73 401 долар (медіана — 65 885). Медіана доходів становила 47 995 доларів для чоловіків та 40 030 доларів для жінок. За межею бідності перебувало 15,3 % осіб, у тому числі 26,8 % дітей у віці до 18 років та 6,1 % осіб у віці 65 років та старших.
Цивільне працевлаштоване населення становило 3343 особи. Основні галузі зайнятості: освіта, охорона здоров'я та соціальна допомога — 28,9 %, виробництво — 19,2 %, мистецтво, розваги та відпочинок — 10,1 %, роздрібна торгівля — 7,2 %.